# Dionizy Feliksiewicz
Dionizy Feliksiewicz (ur. ok. 1834, zm. 12 lutego 1897 w Krakowie) – polski aktor i przedsiębiorca teatralny, dyrektor teatrów prowincjonalnych.

## Kariera teatralna
Debiutował w 1859 r. w Kownie za dyrekcji Tomasza Andrzeja Chełchowskiego. W kolejnych latach występował w zespołach teatrów prowincjonalnych, m.in. Adama Miłaszewskiego (sez. 1862/1863), Feliksa Leona Stobińskiego (1864), Pawła Ratajewicza (1865-1869 oraz 1872), Antoniego Raszewskiego (1869), Anastazego Trapszy (1873) i Mieczysława Krauzego (1875). Od 1875 r. do śmierci był związany z teatrem krakowskim. Był cenionym aktorem komediowym i charakterystycznym, występował jednak również w rolach dramatycznych. Wystąpił m.in. w rolach: Duclosa (Wąsy i peruka), Ponickiego (Żydzi), Jana Żymalskiego (Wicek i Wacek), Fujarkiewicza (Dom otwarty), Pagatowicza (Grube ryby), Nieśmiałowskiego (Klub kawalerow), Szambelanica Czarnoskalskiego (Rozbitki), Nicefora (Kościuszko pod Racławicami), Króla (Mazepa),  Evansa (Wesołe kumoszki z Windsoru), Dr. Fulgencjusza (Dyliżans), Dr. Hugona (Dożywocie), Zefiryna (Wychowanka), Michała Dobrosta (Z jakim się wdajesz, takim się stajesz) i Grzywaczka (Stryj przyjechał). W 1870 r. zorganizował w Płocku własny zespół teatralny, wraz z którym występował w Piotrkowie i Częstochowie.

## Życie prywatne
Był dwukrotnie żonaty: z Anielą z Popławskich oraz z Małgorzatą Feliksiewicz (nazwisko rodowe nieznane). Obie jego żony były aktorkami zespołów prowincjonalnych.